# 오오타 리오나
오오타 리오나(太田 里織菜,おおた りおな, 1996년 12월 31일 - )는 일본 여성 아이돌 그룹 NMB48 팀M의 전 멤버이자 愛乙女☆DOLL의 전 멤버이다.

## 개요
- NMB48 팀M 멤버 KYORAKU 요시모토.홀딩스 소속.
- 아이치현 태생.
- 전 에이벡스 소속.
- 2012년 1월 26일부터 팀M이 결성되어, 정식 멤버로 승격.
- 2012년 10월 28일 NMB48 팀N 마츠다 시오리 와함께 졸업
- 여동생: SKE48 7기 연구생 오오타 아야카
- NMB48 시절 동료였던 히카와 아야메와는 지금도 사이가 좋아 愛乙女☆DOLL의 라이브를 자주 관람하려 온고 리오퐁생생에는 라이브 게스트로 출연한 적이 있다.
- 2023년 3월 23일, 愛乙女☆DOLL TOUR 2023 『Story』 도쿄 파이널 공연을 마지막으로 멤버 전원이 동시에 그룹을 졸업.

## 愛乙女☆DOLL 활동
- NMB 졸업 후 2년 후인 2014년 말, Arc Jewel 소속의 그룹 愛乙女☆DOLL의 새로운 멤버 오디션에 응모해, 2015년 3월 15일, 새로운 멤버 4명 중 1명으로서 발표했다.
- 같은 해 4월 4일, 도쿄 키네마클럽 라이브에서 사랑하는 처녀☆DOLL의 5기 멤버로서 정식 가입했다. 같은 날로 졸업한 이와사키 유메오와 교대하는 형태가 되었다.
- 2017년 1월 27일, 하쿠센샤 '영 애니멀'의 'YA구라 공주 2017'에서 준 그랑프리에 선정되다.
- 2018년 7월 31일, 후소샤 'SPA!' 주최, '한여름의 아이돌 정상 결전'에 출전했다.